# Etiopia ai Giochi della XXVIII Olimpiade
L'Etiopia partecipò ai Giochi della XXVIII Olimpiade, svoltisi ad Atene, Grecia, dal 13 al 29 agosto 2004, con una delegazione di 26 atleti impegnati in due discipline.

## Medaglie
Medaglie d'oro
| Medaglia | Nome            | Sport            | Evento               |
| -------- | --------------- | ---------------- | -------------------- |
| Oro      | Kenenisa Bekele | Atletica leggera | 10000 metri maschili |
| Oro      | Meseret Defar   | Atletica leggera | 5000 metri femminili |

Medaglie d'argento
| Medaglia | Nome             | Sport            | Evento                |
| -------- | ---------------- | ---------------- | --------------------- |
| Argento  | Kenenisa Bekele  | Atletica leggera | 5000 metri maschili   |
| Argento  | Sileshi Sihine   | Atletica leggera | 10000 metri maschili  |
| Argento  | Ejegayehu Dibaba | Atletica leggera | 10000 metri femminili |

Medaglie di bronzo
| Medaglia | Nome            | Sport            | Evento                |
| -------- | --------------- | ---------------- | --------------------- |
| Bronzo   | Tirunesh Dibaba | Atletica leggera | 5000 metri femminili  |
| Bronzo   | Derartu Tulu    | Atletica leggera | 10000 metri femminili |

## Delegazione
| Sport            | Uomini | Donne | Totale |
| ---------------- | ------ | ----- | ------ |
| Atletica leggera | 12     | 12    | 24     |
| Pugilato         | 2      | -     | 2      |
| Totale           | 14     | 12    | 26     |

## Risultati

### Atletica leggera
| Q | Qualificato al turno successivo per la Classifica in qualificazione                                                          |
| q | Qualificato per il turno successivo per ripescaggio o, negli eventi su campo, conquistando la misura minima per qualificarsi |

Maschile
Eventi su pista e strada
| Atleta                    | Evento        | Batteria  | Batteria   | Semifinale | Semifinale | Finale          | Finale          |
| Atleta                    | Evento        | Risultato | Classifica | Risultato  | Classifica | Risultato       | Classifica      |
| ------------------------- | ------------- | --------- | ---------- | ---------- | ---------- | --------------- | --------------- |
| Berhanu Alemu             | 800 m piani   | 1'46"26   | 2º Q       | 1'47"40    | 6º         | non qualificato | non qualificato |
| Mulugeta Wendimu          | 1500 m piani  | 3'39"96   | 5º Q       | 3'41"14    | 4º Q       | 3'38"33         | 10º             |
| Dejene Berhanu            | 5000 m piani  | 13'19"42  | 3º Q       | N.D.       | N.D.       | 13'16"92        | 5º              |
| Gebregziabher Gebremariam | 5000 m piani  | 13'21"20  | 2º Q       | N.D.       | N.D.       | 13'15"35        | 4º              |
| Kenenisa Bekele           | 5000 m piani  | 13'21"16  | 1º Q       | N.D.       | N.D.       | 13'14"59        | Argento         |
| Kenenisa Bekele           | 10000 m piani | N.D.      | N.D.       | N.D.       | N.D.       | 27'05"10        | Oro             |
| Haile Gebrselassie        | 10000 m piani | N.D.      | N.D.       | N.D.       | N.D.       | 27'27"70        | 5º              |
| Sileshi Sihine            | 10000 m piani | N.D.      | N.D.       | N.D.       | N.D.       | 27'09"39        | Argento         |
| Tewodros Shiferaw         | 3000 m siepi  | 8'33"15   | 10º        | N.D.       | N.D.       | non qualificato | non qualificato |
| Luleseged Wale            | 3000 m siepi  | 8'50"73   | 12º        | N.D.       | N.D.       | non qualificato | non qualificato |
| Hailu Negussie            | Maratona      | N.D.      | N.D.       | N.D.       | N.D.       | dnf             | -               |
| Ambesse Tolosa            | Maratona      | N.D.      | N.D.       | N.D.       | N.D.       | 2h15"39         | 15º             |
| Tereje Wodajo             | Maratona      | N.D.      | N.D.       | N.D.       | N.D.       | 2h21'53         | 46º             |

Femminile
Eventi su pista e strada
| Atleta           | Evento        | Batteria  | Batteria   | Semifinale      | Semifinale      | Finale          | Finale          |
| Atleta           | Evento        | Risultato | Classifica | Risultato       | Classifica      | Risultato       | Classifica      |
| ---------------- | ------------- | --------- | ---------- | --------------- | --------------- | --------------- | --------------- |
| Kutre Dulecha    | 1500 m piani  | 4'06"95   | 5ª Q       | 4'07"63         | 8ª              | non qualificata | non qualificata |
| Meskerem Legesse | 1500 m piani  | 4'18"03   | 12ª        | non qualificata | non qualificata | non qualificata | non qualificata |
| Mestawat Tadesse | 1500 m piani  | 4'11"78   | 12ª        | non qualificata | non qualificata | non qualificata | non qualificata |
| Meseret Defar    | 5000 m piani  | 14'52"39  | 1ª Q       | N.D.            | N.D.            | 14'45"65        | Oro             |
| Tirunesh Dibaba  | 5000 m piani  | 15'00"66  | 1ª Q       | N.D.            | N.D.            | 14'51"83        | Bronzo          |
| Sentayehu Ejigu  | 5000 m piani  | 15'01"31  | 2ª Q       | N.D.            | N.D.            | 15'09"55        | 10ª             |
| Ejegayehu Dibaba | 10000 m piani | N.D.      | N.D.       | N.D.            | N.D.            | 30'24"98        | Argento         |
| Werknesh Kidane  | 10000 m piani | N.D.      | N.D.       | N.D.            | N.D.            | 30'28"30        | 4ª              |
| Derartu Tulu     | 10000 m piani | N.D.      | N.D.       | N.D.            | N.D.            | 30'26"42        | Bronzo          |
| Elfenesh Alemu   | Maratona      | N.D.      | N.D.       | N.D.            | N.D.            | 2h28"15         | 4ª              |
| Asha Gigi        | Maratona      | N.D.      | N.D.       | N.D.            | N.D.            | dnf             | -               |
| Workenesh Tola   | Maratona      | N.D.      | N.D.       | N.D.            | N.D.            | dnf             | -               |

### Pugilato
| Atleta             | Evento             | Sedicesimi di finale   | Ottavi di finale     | Quarti di finale     | Semifinali           | Finale               | Finale          |
| Atleta             | Evento             | Avversario Risultato   | Avversario Risultato | Avversario Risultato | Avversario Risultato | Avversario Risultato | Pos.            |
| ------------------ | ------------------ | ---------------------- | -------------------- | -------------------- | -------------------- | -------------------- | --------------- |
| Endalkachew Kebede | Pesi mosca leggeri | Igarashi (JPN) V 26–21 | Zou Sm (CHN) P 8–31  | non qualificato      | non qualificato      | non qualificato      | non qualificato |
| Abel Aferalign     | Pesi gallo         | Dalakliev (BUL) P RSC  | non qualificato      | non qualificato      | non qualificato      | non qualificato      | non qualificato |